# ワイルドブルーヨコハマ
ワイルドブルーヨコハマ（Wild Blue Yokohama）は、かつて神奈川県横浜市鶴見区にあった、年間を通して営業する大型屋内温水プール施設（テーマパーク）である。

## 概要
鉄鋼メーカー大手の日本鋼管京浜製鉄所（現在のJFEスチール東日本製鉄所）の野球場跡地に、1992年に開業した。
しかし、開業後にバブル崩壊で景気が低迷したことに加え、駅から離れた位置にあったことから客の入りは悪く、入場者数はピークでも年間80万程度に留まり、目標の100万人は閉鎖するまで一度も達成できなかった。交通アクセスは路線バスのみであり、夏休みを中心に川崎駅と鶴見駅から最寄りの平安高校前（現在の鶴見総合高校前）バス停まで臨時急行バスが運行されたことがあった。川崎発は川崎鶴見臨港バス浜川崎営業所、鶴見発は横浜市営バス鶴見営業所が担当していた。
東京に近いため、女性アイドルのグラビアやファッション雑誌、イメージビデオ、バラエティ番組などの撮影に重宝され、TBSテレビのスポーツバラエティ番組『筋肉番付』では通常の営業ではできないサーフィンの競技にも使用され、こちらを貸し切って何人かでサーフィンをした著名人もいたという。
施設のコンセプトは一年中常夏の国が体験できる事が打ち出されており、常に水温を一定に保つシステムが導入されていた。日本鋼管はこのプール施設をモデルとして、同様のプール施設システムを世界へ売り出す構想を抱いており、手始めに北海道十勝地方にて経営が低迷していたテーマパーク・グリュック王国の経営建て直しの目玉施設として導入される構想もあったが、同グリュック王国での計画も含め最終的に実現されなかった。
閉館後、跡地にマンション「ヨコハマアイランドガーデン」が建設された。

## 主な出来事
- 1992年6月13日 - 開業。
- 2001年 - 桑田佳祐のソロシングル「波乗りジョニー」のPV撮影で使用される。
- 2001年3月31日 - ミスマガジン2001の決戦大会が開催される（グランプリは加藤未央）。
- 2001年4月26日 - 管理運営会社である株式会社ワイルドブルーヨコハマの取締役会にて、解散の方針を決議。
- 2001年8月31日 - 開園当初の目標の年間入場者数を一度も達成することなく、閉園となる。
- 2001年9月上旬 - 株式会社ワイルドブルーヨコハマの株主総会にて、会社解散を決議。
- 2002年3月下旬 - 株式会社ワイルドブルーヨコハマの清算結了。

## 営業時間
- 7/1～7/19 平日10:00～20:00、土日祝10:00～21:00
- 7/20～8/31 9:00～22:00
- それ以外 平日10:00～18:00、土日祝10:00～20:00

## 料金
- ワンデイ（7/1-8/31）　大人3900円/中人（中・高生）3100円/小人（4歳～小学生）2600円/幼児（2-3歳）500円
- サンセット（7/1-7/19は16時より、7/20-8/31は17時より）　大人2900円/中人2300円/小人1900円/幼児500円
- ワンデイ（夏以外）　大人2900円/中人2300円/小人1900円/幼児500円

## 施設内容
メインプール　BIG BAY（波のプール）
プールは浜辺から海辺をイメージして設計されており、奥へ進むほど水深が深くなる構造であった。遊泳に関しては一定範囲のみ認められており、それより奥はボディボード等を利用する際に使用された。奥から浜辺側に造られた波が押し出され、時折大波を起こすイベントが設定されていた。他にも脇から綱を使って振り子のように飛ぶワイルドジャンプと呼ばれる遊戯が提供されているなど、利用者にとって一番利用度の高いプールであった。メインプールは深さがあったため、スキューバダイビングの練習にも利用された。
流れるプール
メインプールの吹き抜けの二階に施設を一周するプールがあり一周15分、深さ90センチほどであった。
屋外プール
夏季のみの営業であった。ホテルに付属のプールのような真四角のものであった。
ウォータースライダー
赤・青・黄・白の緩やかさの違う4本のパイプを用いたボディスライダーと、チューブに乗って1本の河を下るチューブスライダーが提供されていた。
バッティングセンター
晩年の前庭にバッティングセンターが設置されていた。

## イベント
- ニューイヤーカウントダウンイベントとして、24時間の営業がおこなわれ、プールでカウントダウンをおこなった。
- 泡を降らせるイベントがあり、大手クラブと協賛して、水着で踊るなどクラブ化していた日があった。

## 出来事
- オープンした後、夏以外の客が極端に少なかった為、すぐに閉鎖との情報が流れたが、1995年頃ボディーボードブームで、女子高校生などの入場者が増えた時期があった。
- 閉鎖が決定した際に、市民の要望が多かったことから横浜市が市民プールとして買い取ることや第三セクターとして営業するための交渉を行ったが失敗に終わった。

## 設計会社
ららぽーとスキードームザウスを設計した株式会社空間設計が担当した。

## キャンペーンガール
最末期の2001年には「Miss JABAN!」と呼ばれるキャンペーンガールユニットが存在していた。読み方は「ミス・ジャバーン」で、“ミス・ジャパン”と、波の音である“ジャバーン”を掛け合わせたもの。メンバーは、細野由華、小谷美裕、才谷ゆきこ、佐藤ゆりなの4名。